# Giao dịch hội tụ
Giao dịch hội tụ là chiến lược giao dịch bao gồm 2 vị thế: Mua một hợp đồng kỳ hạn, nghĩa là đến tay trong tương lai (mua tài sản dài hạn)  và bán một hợp đồng kỳ hạn (bán khống tài sản) với giá cao hơn, với mong đợi vào thời điểm tài sản phải được chuyển đi, giá sẽ gần bằng nhau (sẽ hội tụ) và do đó loiự nhuân bằng số lượng hội tụ.
Giao dịch hội tụ thường được gọi là kinh doanh chênh lệch giá, dù trong cách sử dụng cẩn thận, kinh doanh chênh lệch giá thường nhắc tới giao dịch với tài sản giống hệt nhau hoặc giống nhau hoặc dòng tiền, hơn là tài sản tương tự.

## Ví dụ

### Hiện nay/Trước đó
Trái phiếu hiện nay(phát hành gần đây nhất) được giao dịch với mức cao hơn trái phiếu tương tự, bởi vì nó có tính thanh khoản cao hơn-có tồn tại phần bù thanh khoản. Khi mà trái phiếu mới hơn được phát hành, sự phần bù thanh khoản sẽ giảm hoặc biến mất.
Cho ví dụ, trái phiếu 30-năm kho bạc Mỹ thường được giao dịch với mức cao hơn so với trái phiếu 2912-năm, dù trông nó khá giống nhau. Khi mà vài tháng trôi qua(30 năm→ 2912 năm và 2912 năm còn 29 năm) và trái phiếu 30-năm khác được phát hành, thì cả 2 trái phiếu đều sẽ thuộc dạng cũ và độ thanh khoản phần bù sẽ giảm đi. Vì vậy, nếu ai đó bán khống trái phiếu 30-năm, mua 2912-năm, đợi vài tháng và kiếm lời từ sự thay đổi về phần bù thanh khoản.

### Trái phiếu rác/ Hội tụ trái phiếu
Thông thường, trái phiếu rác, được đánh giá thấp, được định giá thấp khiến mọi người tránh chúng. Vì vậy, mua rải rác trên trái phiếu kho bạc là hơn cả rủi ro về vỡ nợ, bởi việc mua trái phiếu rác và bán trái phiếu kho bạc, để phòng ngừa rủi ro lãi suất. Thường thì lợi nhuận có thể nhận được qua mua trái phiếu rác và bán trái phiếu kho bạc, trừ khi trái phiếu rác vỡ nợ

### Tiền mặt và vật mang theo
Đây là khi mà nhà giao dịch nhận thấy sự khác nhau về mặt giá của hợp đồng tương lai và tài sản cơ sở. Ví dụ, vàng đang được giao dịch ở mức giá $1000/oz, và có bản hợp đồng tương lai là $1200/oz, nhà giao dịch sẽ mua vàng và bán hợp đồng tương lai. Họ sẽ kiếm tiền khi mà giá hội tụ cùng nhau, và lợi nhuận sẽ là $200 cho ví dụ này, khi mà giá vàng bằng giá tương lai.

### Đảo ngược
Một phiên bản ngược lại của chiến lược này cũng tồn tại. Đây là khi một nhà giao dịch tin rằng hợp đồng tương lai bị định giá thấp và tài sản cơ bản được định giá quá cao. Thay vì bán khống hợp đồng tương lai, nhà giao dịch sẽ mua khoản này và bán tài sản cơ bản.

## Khái niệm liên quan
Về mặt hình thức, giao dịch hội tụ đề cập đến việc giao dịch các tài sản tương tự với kỳ vọng rằng chúng sẽ hội tụ về giá trị. Chuyên gia kinh doanh chênh lệch giá là một khái niệm chặt chẽ hơn, đề cập đến việc giao dịch các tài sản hoặc dòng tiền giống hệt nhau, trong khi giá trị tương đối là một khái niệm lỏng lẻo hơn, đề cập đến việc sử dụng các phương pháp định giá (đầu tư giá trị) để thực hiện các vị thế mua dài-bán khống trong các tài sản tương tự mà không nhất thiết phải giả định sự hội tụ và hơn thế nữa, gắn với cổ phiếu. Ví dụ, trong đầu tư giá trị tương đối, người ta có thể tin rằng cổ phiếu của một công ty khai thác mỏ được định giá thấp hơn so với một số định giá, trong khi một cổ phiếu khác được định giá quá cao (so với định giá này hoặc định giá khác), và do đó người ta sẽ mong đợi cổ phiếu được định giá thấp hơn giá trị định giá cao hơn cổ phiếu, ngay cả khi đây là những công ty khá khác nhau.

## Rủi ro
Những rủi ro của giao dịch hội tụ là sự hội tụ mong đợi không xảy ra, hoặc nó mất quá nhiều thời gian, khả năng phân kỳ truớc khi hội tụ. Sự phân kỳ giá rất nguy hiểm bởi giao dịch hội tụ nhất thiết phải là giao dịch tổng hợp, có đòn bẩy, vì chúng liên quan đến việc bán khống. Vì vậy nếu giá phân kỳ, giao dịch tạm mất tiền, và nhà giao dịch phải đăng ký quỹ, nhà giao dịch có khả năng hết vốn(hết tiền mặt và không thể vay thêm) và phá sản dù cho những giao dịch có thể mong đợi là kiếm được tiền. Trên thực tế, nhà giao dịch hội tụ tổng hợp một quyền chọn dựa vào khả năng kinh tế. Giá có thể phân kỳ trong giai đoạn khủng hoảng tài chính, thường được biết đến với tên “chuyến bay đến với chất lượng” đây là thời điểm khó nhất cho nhà đầu tư đòn bẩy để huy động vốn(do hạn chế về vốn tổng thể), và vì vậy họ thiếu vốn lúc họ cần nhất. Hơn nữa, nếu những người tham gia thị trường nhận thức được các vị trí, họ có thể tạo ra sự phân kỳ giá, đẩy nhà đầu tư hội tụ đến với phá sản- so sánh với bán non.
Với kinh doanh chênh lệch giá, giao dịch hội tụ có chênh lệch tiêu cực trong phân phối lợi tức nó tạo ra, kết quả từ đặc điểm chiến lược khả năng cao- lợi tức nhỏ.Các nhà khai thác tham gia vào các giao dịch như vậy thường sẽ kiếm được lợi nhuận nhất quán nhưng tương đối nhỏ, đôi khi được bù đắp bằng các khoản lỗ đáng kể, tiêu tốn lợi nhuận trước đó kiếm được trong một thời gian dài. Xác suất thua lỗ thấp trong các chiến lược như vậy có thể khiến các nhà giao dịch thiếu kinh nghiệm đánh giá thấp mức độ nghiêm trọng của việc thua lỗ đó và cho rằng mức đòn bẩy quá cao, có khả năng dẫn đến phá sản như trong trường hợp LTCM.